# Mackay (Idaho)
Mackay és una població dels Estats Units a l'estat d'Idaho. Segons el cens del 2000 tenia 566 habitants.

## Demografia
Segons el cens del 2000, Mackay tenia 566 habitants, 261 habitatges, i 149 famílies. La densitat de població era de 251,2 habitants/km².
Dels 261 habitatges en un 23,4% hi vivien nens de menys de 18 anys, en un 48,7% hi vivien parelles casades, en un 5,7% dones solteres, i en un 42,9% no eren unitats familiars. En el 39,5% dels habitatges hi vivien persones soles el 21,1% de les quals corresponia a persones de 65 anys o més que vivien soles. El nombre mitjà de persones vivint en cada habitatge era de 2,13 i el nombre mitjà de persones que vivien en cada família era de 2,86.
Per edats la població es repartia de la següent manera: un 22,4% tenia menys de 18 anys, un 4,6% entre 18 i 24, un 23,9% entre 25 i 44, un 27,7% de 45 a 60 i un 21,4% 65 anys o més.
L'edat mediana era de 44 anys. Per cada 100 dones de 18 o més anys hi havia 96,9 homes.
La renda mediana per habitatge era de 23.807 $ i la renda mediana per família de 31.667 $. Els homes tenien una renda mediana de 38.750 $ mentre que les dones 20.357 $. La renda per capita de la població era de 14.237 $. Aproximadament el 13% de les famílies i el 18,4% de la població estaven per davall del llindar de pobresa.

## Poblacions més properes
El següent diagrama mostra les poblacions més properes.